# Resident Evil: Venjança
Resident Evil: Venjança (títol original en anglès, Resident Evil: Venjança) és una pel·lícula de terror d'acció del 2012 escrita i dirigida per Paul W. S. Anderson. Representa una seqüela de Resident Evil: Ultratomba (2010) i és la cinquena entrega de la sèrie de pel·lícules Resident Evil. Està basada en la franquícia de videojocs del mateix nom. També és la tercera escrita i dirigida per Anderson després de la primera pel·lícula i Ultratomba. La pel·lícula se centra en Alice (Milla Jovovich), que està capturada per l'Umbrella Corporation i que es veu obligada a escapar-see d'una instal·lació submarina a la Rússia del nord, utilitzada per provar el virus T. S'ha doblat i subtitulat al català.
Venjança estava prevista perquè es filmés conjuntament amb la sisena entrega, però Anderson va decidir centrar-se en la cinquena pel·lícula. El rodatge va tenir lloc a Toronto, des de mitjans d'octubre fins al 23 de desembre de 2011. La pel·lícula compta amb molts actors i personatges que tornen, juntament amb personatges nous dels videojocs que no apareixen a les pel·lícules anteriors, com Leon S. Kennedy, Ada Wong i Barry Burton.
La pel·lícula es va estrenar en 2D, 3D i IMAX 3D amb un èxit de taquilla, amb una recaptació de més de 240 milions de dòlars a tot el món, però va rebre crítiques generalment negatives, que es van centrar en els personatges, la trama i la interpretació, alhora que van elogiar el 3D, els efectes visuals i les escenes de combat. El DVD i el Blu-ray de la pel·lícula es van estrenar el 21 de desembre de 2012 als EUA. Una sisena pel·lícula, Resident Evil: The Final Chapter, es va estrenar el 2016.